# Stephan Ackermann
Stephan Ackermann (ur. 20 marca 1963 w Mayen) – niemiecki duchowny katolicki, biskup Trewiru od 2009.

## Życiorys

### Prezbiterat
Święcenia kapłańskie otrzymał 10 października 1987 z rąk bpa Georga Mosera. Inkardynowany do diecezji Trewiru, był m.in. wicerektorem diecezjalnego seminarium oraz dyrektorem seminarium dla dojrzałych alumnów w Burg Lantershofen.

### Episkopat
14 marca 2006 został mianowany biskupem pomocniczym diecezji trewirskiej, ze stolicą tytularną Sozopolis in Haemimonto. Sakry biskupiej udzielił mu ówczesny biskup Trewiru, Reinhard Marx.
8 kwietnia 2009 Benedykt XVI mianował go biskupem diecezji Trewiru.

## Kontrowersje
6 września 2023 r. sąd pracy w Trewirze skazał biskupa Stephana Ackermanna na zapłatę 20 000 € odszkodowania za naruszenie dóbr osobistych pracownicy diecezji za ujawnienie jej danych osobowych. Pracownica ta, jako młoda kobieta była w latach 80. XX w. wykorzystywana w jednej z parafii katolickich – zmuszana przez proboszcza do stosunków seksualnych oraz do aborcji, kiedy zaszła w ciążę. O sprawie mówiono w latach 2000, jednak wówczas w mediach nie ujawniono danych osobowych. W marca 2022 roku biskup Ackermann ujawnił nazwisko podczas konferencji z udziałem pracowników swojej diecezji. Kuria diecezjalna poinformowała, że nie będzie odwołania od wyroku.